# Palazzo Garzoni

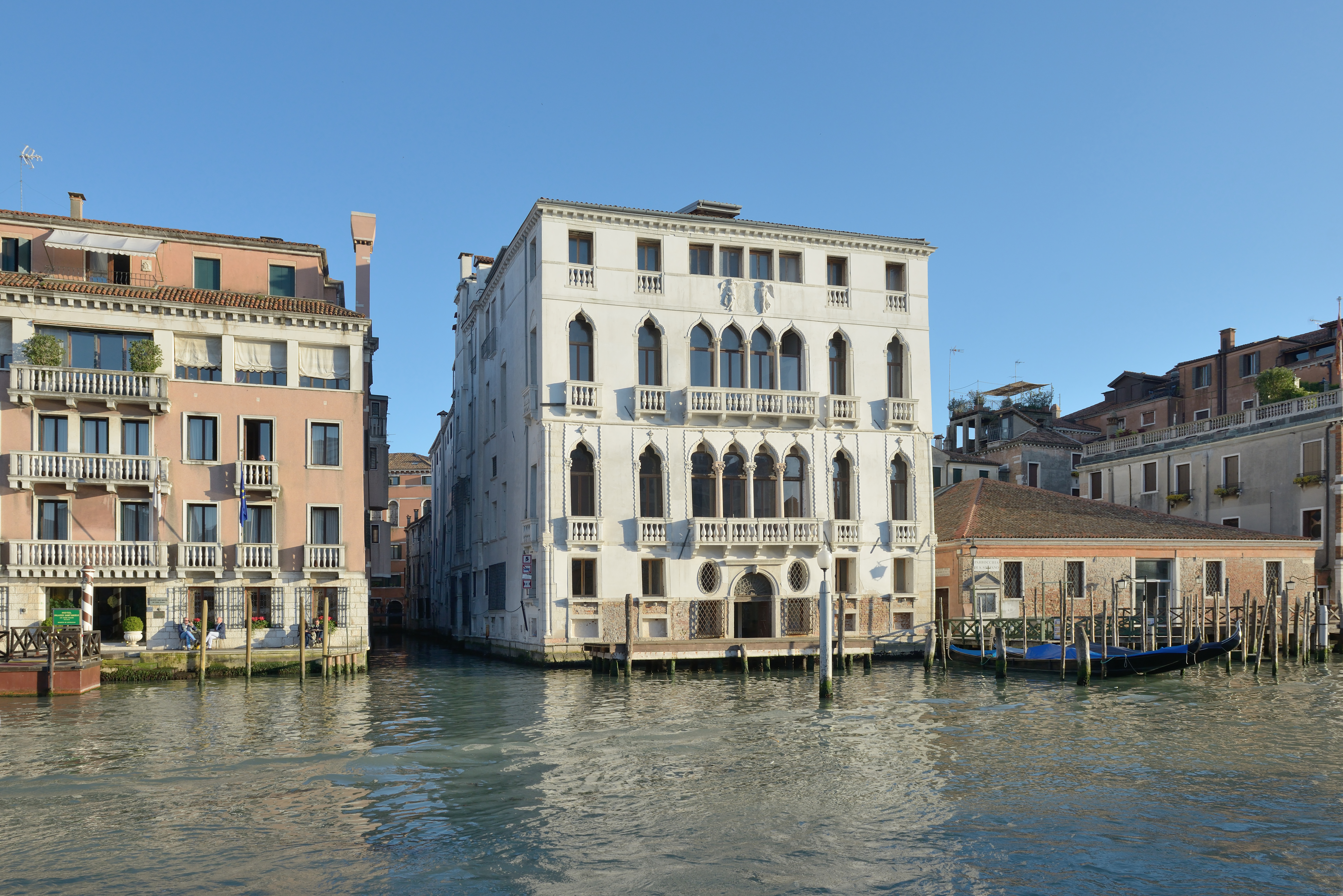
Palazzo Garzoni

Palazzo Garzoni ist ein Palast in Venedig in der italienischen Region Venetien. Er liegt im Sestiere San Marco mit Blick auf den Canal Grande zwischen dem Rio di Ca’ Garzoni und dem Fondaco Marcello, gegenüber dem Palazzo Pisani Moretta.

## Geschichte
Die Familie Garzoni, die ursprünglich aus Bologna stammte, übersiedelte Ende des 13. Jahrhunderts nach Venedig und wurde ein Jahrhundert später in den venezianischen Adel aufgenommen. Sie wurden 1381 in das Maggior Consiglio (venezianisches Parlament) eingeschrieben. Im 17. Jahrhundert kauften sie das Anwesen, das künftig unter ihrem Namen bekannt sein sollte. Heute gehört der Palast der Università Ca’ Foscari di Venezia, die dort die Fakultät für Sprachen untergebracht hat.

## Beschreibung
Es handelt sich um einen gotischen Palast aus dem 15. Jahrhundert, der über die Jahre sehr grundlegend vom Originalzustand verändert wurde. Im Erdgeschoss öffnet sich ein Rundbogenportal mit Protome auf dem Schlussstein zum Wasser. Darüber liegen zwei untereinander sehr ähnliche Hauptgeschosse mit Spitzbogenvierfachfenstern in der Mitte und zwei Paare von Einzelfenstern an den Seiten, alle mit Balustern versehen, an den Vierfachfenstern vorspringend. Das Mezzaningeschoss unter dem Dach setzt das Muster der Fassade fort, in der Mitte sind auch ein Paar Putten zu sehen, die ein leeres Schild hochhalten, das einst das Adelswappen der Familie trug.

## Varia
Palazzo Garzoni und der nahe Palazzo Corner Spinelli sind in der bekannten Fernsehreihe Donna Leon sehr häufig im Hintergrund zu sehen, wenn die Familie des Commissario Guido Brunetti auf der Terrasse versammelt ist.